# Tàngara tacada
El tàngara tacada (Ixothraupis varia) és un ocell de la família dels tràupid (Thraupidae).

## Hàbitat i distribució
Habita la selva pluvial normalment prop de l'aigua a les terres baixes, al sud de Veneçuela, Surinam, Guaiana Francesa i Brasil amazònic.